# Gorky 17
Gorky 17 (phát hành ở Bắc Mỹ dưới cái tên Odium) là một trò chơi máy tính thuộc thể loại chiến thuật theo lượt được phát triển bởi nhà phát triển Ba Lan Metropolis Software và được phát hành bởi Monolith Productions cho Windows vào năm 1999. Trò chơi sau đó được hãng Hyperion Entertainment chuyển sang Linux và Linux Game Publishing phát hành vào năm 2006. Hyperion Entertainment còn công bố một phiên bản trên AmigaOS 4 của game nhưng đã chẳng còn nghe nói gì về việc chuyển thể kể từ đó.

## Cách chơi
Trò chơi có hai chế độ: Trong chế độ 'thăm dò' thời gian thực, người chơi điều khiển nhân vật của game bằng cách dùng chuột theo kiểu trỏ và nhấn để điều khiển các nhân vật của mình xuyên qua thành phố cũng như tương tác với các vật thể khác nhau trong thế giới game. Chiến đấu diễn ra trong cuộc chạm trán định sẵn nằm trong khu vực cụ thể của từng màn trong bản đồ.
Trong chế độ chiến đấu, màn hình được chia thành các ô vuông với người chơi và các nhân vật do máy điều khiển qua từng lượt cố gắng tiêu diệt quân thù, tương tự như trong các tựa game chiến thuật theo lượt như Tactics Ogre, X-COM và Shining Force. Ở mỗi lượt đi nhân vật game có thể di chuyển bằng một số lượng ô vuông nhất định và sử dụng vũ khí một lần, hoặc chuyển sang yểm trợ hay phòng thủ. Các loại vũ khí có tác dụng chiến thuật khác nhau, ví dụ như khẩu súng lục chỉ có thể được bắn trực giao, trong khi súng trường có thể được bắn trực giao và theo đường chéo. Trò chơi kết thúc nếu bất kỳ nhân vật nào do người chơi điều khiển chết.

## Cốt truyện
Người chơi điều khiển một nhóm nhỏ lính NATO phải khám phá ra những bí ẩn đằng sau sự xuất hiện của những sinh vật lai trong một thị trấn nhỏ gần Lubin của Ba Lan. Thị trấn đang bị đe dọa bởi các sinh vật kỳ bí khiến khu vực này được vây quanh bởi quân đội NATO và phương tiện truyền thông từ khắp nơi trên thế giới, và nhóm đầu tiên được gửi vào thị trấn đã biến mất không một dấu vết. Nhân vật chính của câu chuyện là người lính trung niên 40 tuổi Cole Sullivan, chỉ huy nhóm đặc nhiệm với kiến thức khoa học rất rộng. Nhiệm vụ của đội là để tìm hiểu sự hiện diện của giống loài lai và đi tìm kiếm các thành viên mất tích của Nhóm Một.

## Phần tiếp theo
Gorky Zero: Beyond Honor (2003) và Gorky 02: Aurora Watching (2005) đều tiếp tục với Cole Sullivan là nhân vật chính. 
- Gorky Zero: Beyond Honor là trò chơi hành động lén lút góc nhìn thứ ba. Cốt truyện đóng vai trò như là một phần tiếp theo của Gorky 17. Game không bao giờ được công bố trên thị trường tiếng Anh, nhưng hãng JowooD sẽ chịu trách nhiệm đối với bản dịch tiếng Anh và cho phát hành ở Bắc Mỹ và Vương quốc Anh.
- Gorky 02: Aurora Watching là trò chơi hành động lén lút góc nhìn thứ ba và là một phần tiếp theo của Gorky 17. Game được hãng Dreamcatcher Interactive phát hành ở Bắc Mỹ dưới tên Soldier Elite, và ở châu Âu bởi Enlight Software dưới tên Aurora Watching. Bản dịch tiếng Anh bỏ qua tất cả các mối quan hệ với các bản Gorky trước đó, ví dụ như thay đổi tên của nhân vật chính từ Cole Sullivan thành White Fox. Cốt truyện bản tiếng Anh liên quan đến nhân vật chính xâm nhập vào một căn cứ bí mật của Nga, nơi các nhà khoa học đang phát triển những binh lính được cường hóa gọi là "Crazy Ivans".

## Đón nhận phê bình
IGN đánh giá phiên bản Windows của Gorky 17 khá "tốt", làm nổi bật sự kết hợp của thể loại chiến thuật theo lượt, phiêu lưu và nhập vai. Phần đồ họa, "các môi trường tự chúng được vẽ tỉ mỉ, hoạt cảnh nhân vật rất uyển chuyển và bầu không khí được giới thiệu là cực kỳ quyến rũ." Các lời phê bình gồm việc thiếu một cơ chế góc nhìn và một số sai sót trong giao diện.